# 亀田鶯谷
亀田 鶯谷 (かめだ おうこく、文化4年5月3日（1807年6月8日）-明治14年（1881年）8月2日）は、幕末から明治初期の儒学者。尊皇家。
本姓は鈴木。最初、名は毅、「盤谷」とも号す。後、亀田家に養子に入り、名を長保、字は申之、通称は保次郎。別号に「本教教舎」、「稽古楼」、「学孔堂」とも号した。
亀田綾瀬の門下から養子となり、関宿藩の儒官として藩校・教倫館で教鞭をとる。漢学と国学を折衷した「和魂漢才」「皇漢学」を唱え、他領へも赴き、須坂藩主堀直虎、教育者として著名な中島撫山をはじめ、多くの人材に影響を与えた。

## 生涯
文化4年5月3日（1807年6月8日）、下総国結城郡八千代村東蕗田（現茨城県結城郡八千代町）に郷士の子として生まれる。
文政9年（1826年）、19歳のとき、江戸に出て、亀田綾瀬に学ぶ。自身の住居に因み、「鶯谷」を名乗る。
綾瀬の養女の縫と結婚し、亀田家の婿養子となった。
天保13年（1842年）、亀田鵬齋の撰述した書を鶯谷が補輯した「候鯖一臠」を刊行。
嘉永6年（1853年）、養父・綾瀬の死去をうけて、関宿藩校・教倫館の管理を継ぐ(二十人口）。
安政5年（1858年）1月13日、弟子の中島撫山が両国矢ノ倉に演武堂を開設すると、講義に赴くようになる。また、その年の夏には須坂藩の藩主・堀直虎に漢学を教授した。
文久3年（1863年）、関宿藩主・久世広周の失脚に伴い、教倫館を休職する（12月には代理で撫山が講義を行う）。
慶応4年（1868年）、岩井戦争に伴う藩内佐幕派による関宿城からの大量脱走事件（久世騒動）に際して、4月21日夜、ほか6名の勤皇派と共に、「関宿城ニ殉ゼン」ことを藩庁に乞い、翌払暁、深川藩邸を脱して関宿城下へ移った。以降、関宿に居を移した。しかしこの行動によって勤王派と佐幕派とが物理的に分断されたことで、双方とも情報判断に支障をきたすこととなってしまった。
明治2（1869年）1月、騒動の責任者の一人として関宿城にて投獄された。（藩校関係者の叛逆行為を制御できなかったことが問題視された）。しかし、弟子の撫山らの尽力により8月に解放された。
明治5年（1872年）学制発布により、教倫館が閉鎖される（翌年、教倫館を仮校舎にして「教倫学校」が開校。のちに関宿小学校）と、深川に転居し、さらに本所横川に転居する。
明治8年（1875年）、11月、跡取りの藹基地が死去。
明治9年（1876年）、鶯谷の口述筆記を中島撫山が編集した「古事記序解」が刊行される。
明治14年（1881年）8月2日、75歳で死去。亀田鵬齋、綾瀬と同じく浅草今戸の称福寺に埋葬された。
その他の著作に「鶯谷先生詩藻」（尾張那古美（中島綽軒）編）「学孔堂文集年譜」（明治23年、中島撫山編）